# Централа
Вижте пояснителната страница за други значения на Централа.
Централата, срещано и като щабквартира, е основното място (сграда, район), където се разполага дадена организация.
Най-често това е официалното седалище на организацията (и на нейното ръководство), регистрирано по надлежен ред пред компетентните власти. Много организации обаче може да имат централа на място, различно от тяхното официално регистрирано седалище. В преносен смисъл терминът може да означава ръководството на организацията.
В централата се намира офисът, в който се помещава висшето ръководство на организацията заедно със секретариата и други важни административни подразделения. От нея се осъществя ръководството на цялата дейност на организацията.
Тази структура може да бъде и международна, като разглежда и решава специфични по характер въпроси и ръководи икономически, политически, международно-правни и др. структури. Най-ярък пример е централата на Организацията на обединените нации, както и централите на редица други организации, координиращи въпроси от международен интерес като въздухоплаване, морско право, търговия, банково кредитиране и др.
Във военната област вместо централа в смисъл на орган на управление и негово седалище се използват термините:
- главна квартира – за седалището на главното командване (обикновено на въоръжените сили на цялата страна по време на война) и преносно за самото командване като орган на управление;
- командване – за органа на управление на военно формирование, по-рядко за мястото на неговото разполагане, включително щаб (от батальон нагоре)[3][4].